# محركات ايرو الدولية

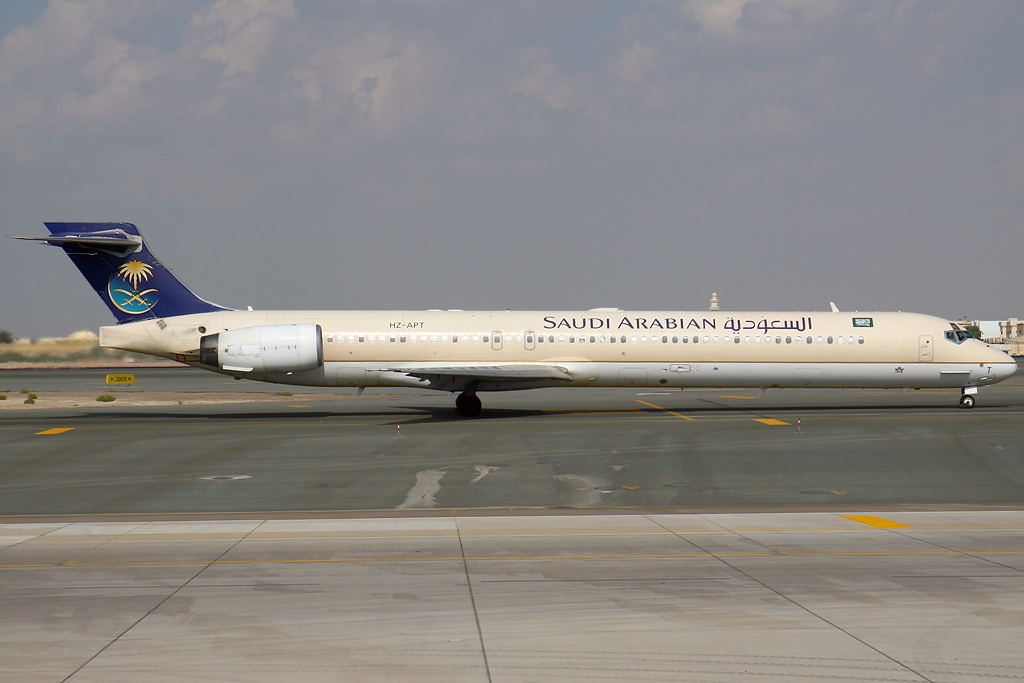
طائرة الخطوط السعودية من طراز ماكدونيل دوغلاس إم دي-90 مزودة بمحركات في 2500 من أنتاج شركة محركات أيرو الدولية

محركات أيرو الدولية (بالإنجليزية: IAE International Aero Engines AG)‏ والمعروفة اختصارا بـ آي إيه أي (IAE)، هي شركة تصنيع مسجلة في زيورخ سويسرا، تأسست في عام 1983 بهدف تطوير وتصنيع محرك توربيني نفاث للطائرات ذات الممر الواحد سعة 150 مقعدا. وهي مشروع مشترك بين أربعة من أبرز مصنعي المحركات الجوية في العالم، أنتجت آي إيه أي محرك في 2500 (V2500) الشهير، وهو ثاني أنجح المحركات المخصصة للطائرات التجارية من حيث الاستخدام، وثالث أكثر محرك نجاحا مستخدم على الطائرات التجارية في تاريخ الطيران.

## التاريخ

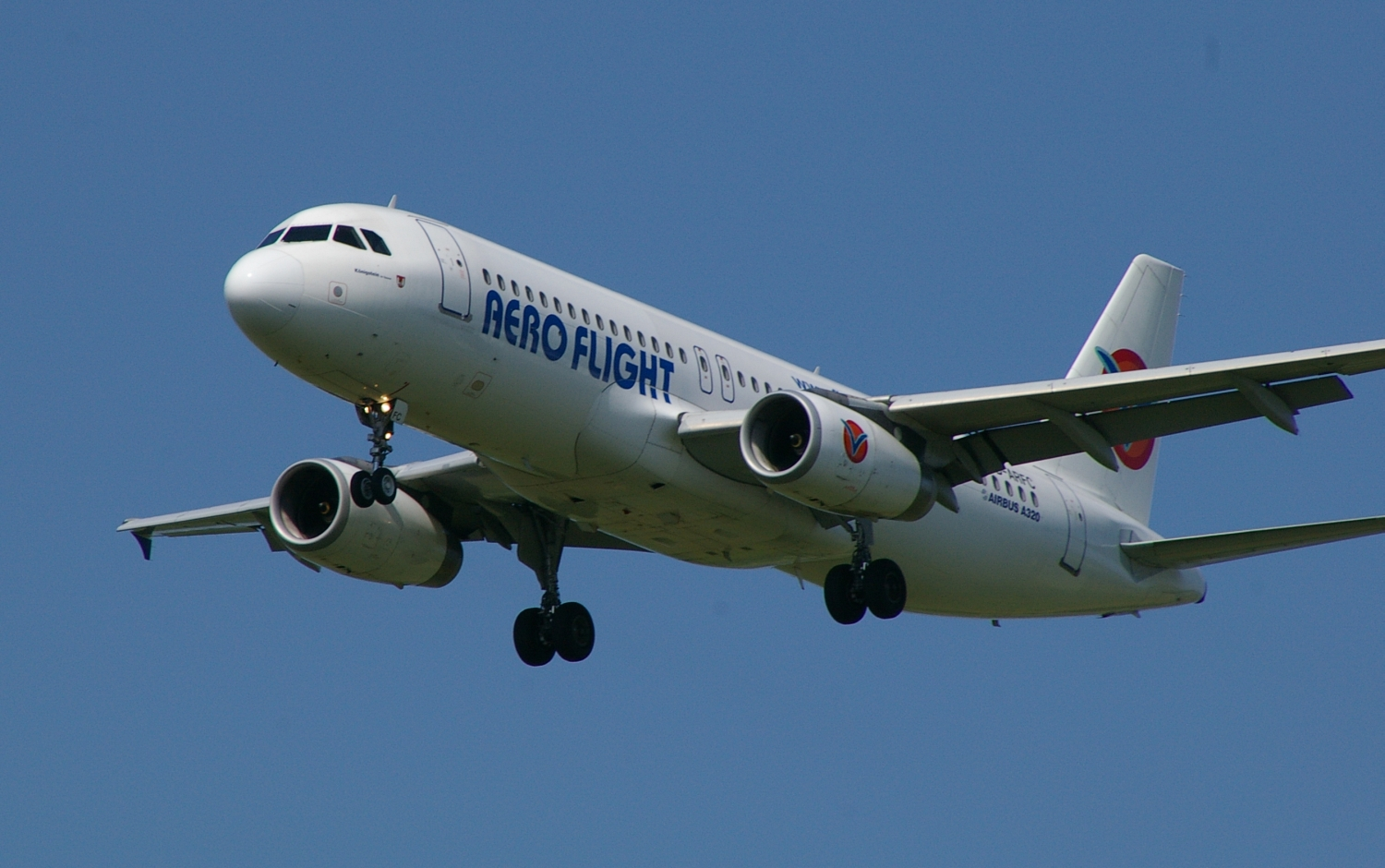
طائرة إيرباص إيه 320 مزودة بمحركات في 2500

التعاون الأصلي كان يضم كل من برات آند ويتني الأمريكية، رولز رويس بي إل سي من المملكة المتحدة، وشركة محرك ايرو اليابانية من اليابان وأم تي يو لمحركات الطيران من ألمانيا، وفيات افيو (FiatAvio) والتي انسحبت من برنامج المساهمة في في وقت مبكر (أعيدت تسميتها لاحقا إلي أفيو أس بي إيه “Avio S.p.A”) ولا تزال أفيو تعمل كمورد قطع المحرك. كذلك فأن الحرف في “V” والمستخدم في تسمية المحرك مشتق من أسم افيو باعتباره إرثا من أحد المساهمين الخمسة الأصليبن.
في أكتوبر 2011، وافقت شركة رولز رويس لبيع حصتها البالغة 32.5٪ في الشركة إلى شركة برات آند ويتني الشركة الأم لشركة يونايتد تكنولوجيز (UTC)، مما رفع حصة ملكية الأسهم مجتمعة لشركة يونايتد تكنولوجيز إلي 49.5٪ (وهي مختلفة عن مجموع حصة شركة يونايتد تكنولوجيز في برنامج التعاون في آي إيه أي، والتي تقف عند 61٪). وتم الانتهاء من الصفقة في 29 يونيو 2012.
ومازلت رولز رويس موردا رئيسيا لـ آي إيه أي، كما أنها أقترحت على برات آند ويتني إنشاء مشروع مشترك لتطوير محركات جديدة لجيل طائرات المستقبل متوسطة الحجم (120-230 راكبا).

## المساهمين
المساهمين الحاليين هم:
| الشركة | الدولة           | نسبة المساهمة |
| --- | ---------------- | ------------- |
| برات آند ويتني | الولايات المتحدة | 25.00%        |
| محركات برات آند ويتني ايرو الدولية (شركة محدودة)                                                                                            | سويسرا           | 024.50%       |
| أم تي يو للمحركات الجوية | ألمانيا          | 25.25%        |

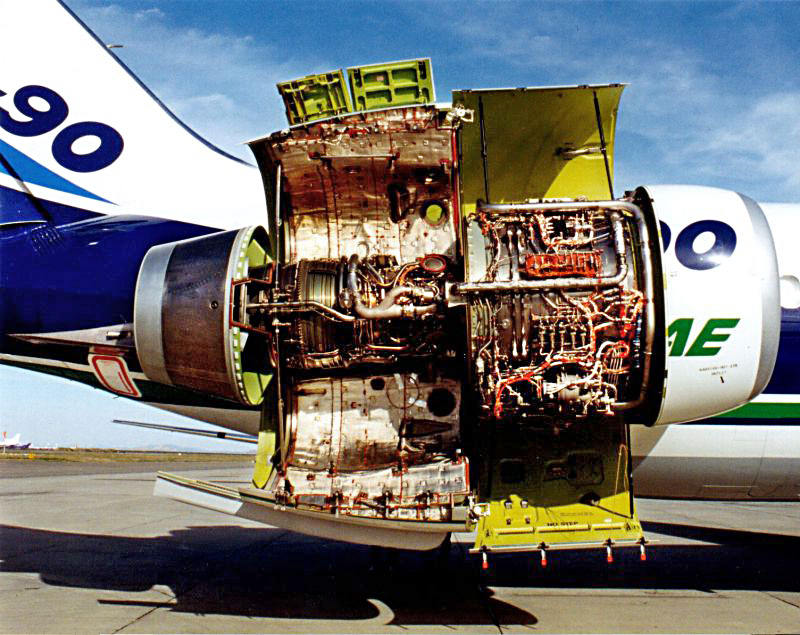
محرك في 2500 مثبت على طائرة ماكدونيل دوغلاس إم دي-90

| شركة محركات ايرو اليابانية، والتي تتكون من: - كاواساكي للصناعات الثقيلة - ايشيكاواجيما-هاريما للصناعات الثقيلة - ميتسوبيشي للصناعات الثقيلة | اليابان          | 25.25%        |

## منتجات
قامت آي إيه أي بتطوير محرك مطور من المحرك في 2500 (V2500) ويسمى محرك في 2500 سوبرفان (V2500 SuperFan)، مخصص للطائرة إيرباص إيه 340 لكن هذا المحرك حقق فشلا مما الغى خطط تصنيعة. وتقوم آي إيه أي حاليا بتقديم خدمات التطوير والإنتاج والدعم لما بعد البيع للمحرك في 2500 والذي يعمل حاليا على عائلة طائرات إيرباص إيه 320، وطائرة ماكدونيل دوغلاس إم دي-90.
يعتبر المحرك في 2500 المروحي النفاث، واحد من أنجح المحركات ذات نسبة الالتفافية العالية في العالم. وهو المنافس المباشر للمحرك الذي تنتجة شركة سي اف ام الدولية من طراز سي اف ام 56.

## وصلات خارجية
- IAE آي إيه أي
- Rolls Royce plc رولز رويس بي إل سي
- Pratt & Whitney برات آند ويتني
- MTU Aero Engines محركات أم تي يو ايرو